# I. e. 582
Évszázadok: i. e. 7. század – i. e. 6. század – i. e. 5. század
Évtizedek: i. e. 630-as évek – i. e. 620-as évek – i. e. 610-es évek – i. e. 600-as évek – i. e. 590-es évek – i. e. 580-as évek – i. e. 570-es évek – i. e. 560-as évek – i. e. 550-es évek – i. e. 540-es évek – i. e. 530-as évek
Évek: i. e. 587 – i. e. 586 – i. e. 585 – i. e. 584 –  i. e. 583 – i. e. 582 – i. e. 581 – i. e. 580 – i. e. 579 – i. e. 578 – i. e. 577

## Események
- A gelaiak, krétaiak és a rodosziak megalapítják Akragasz városát Itáliában (ma Agrigento régészeti lelőhelyei, Szicília).
- A delphoi amphiktüonia tagjai befejezik az első szent háborút, az utolsó kriszai ellenállók felszámolásával.
- A püthói játékok kezdete az első szent háború emlékére.
- Kleiszthenész sziküóni türannosz nyeri a kocsiversenyt az első püthói játékokon.

## Születések
- Püthagorasz görög matematikus